# Angelika Niedetzky

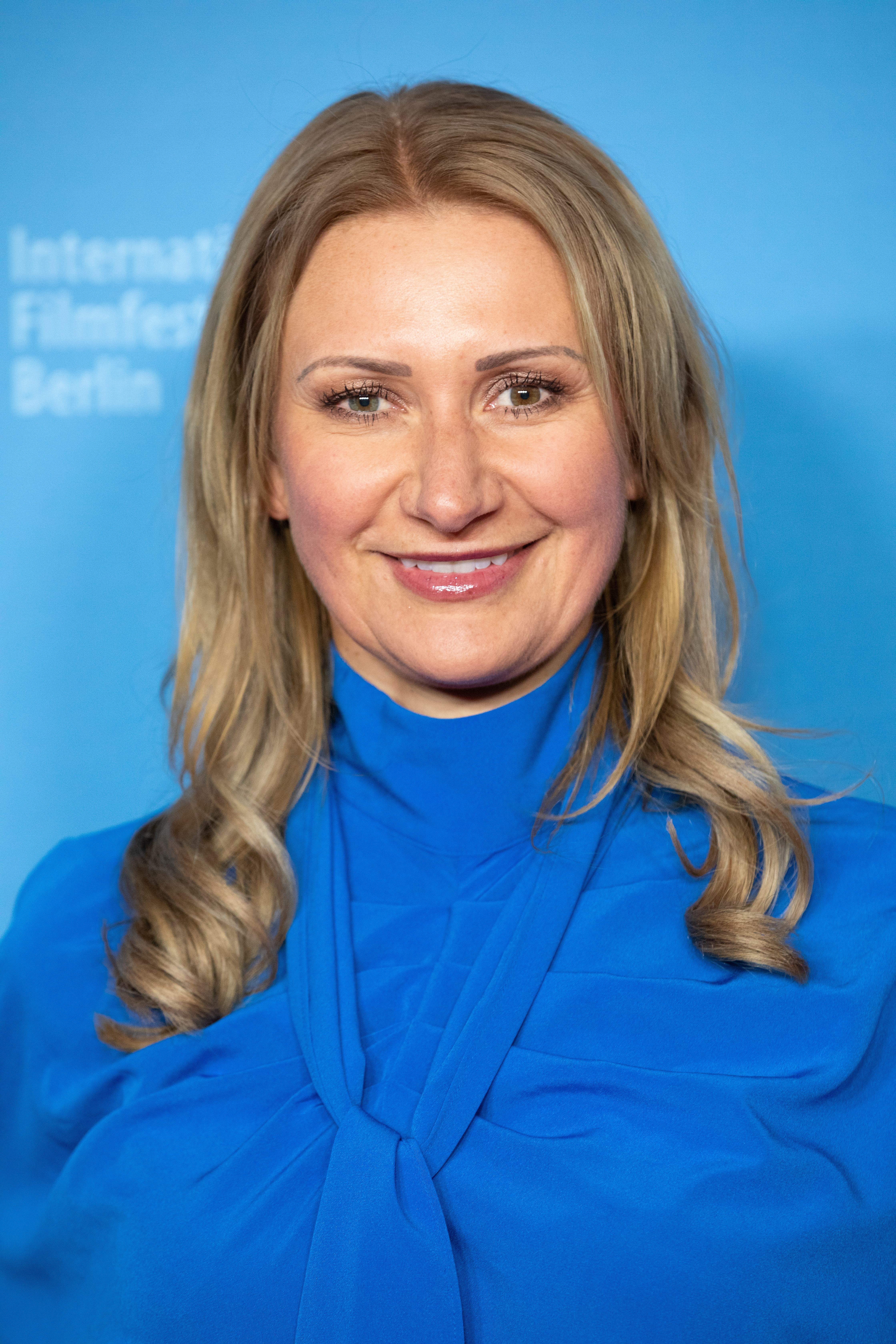
Angelika Niedetzky (2020)

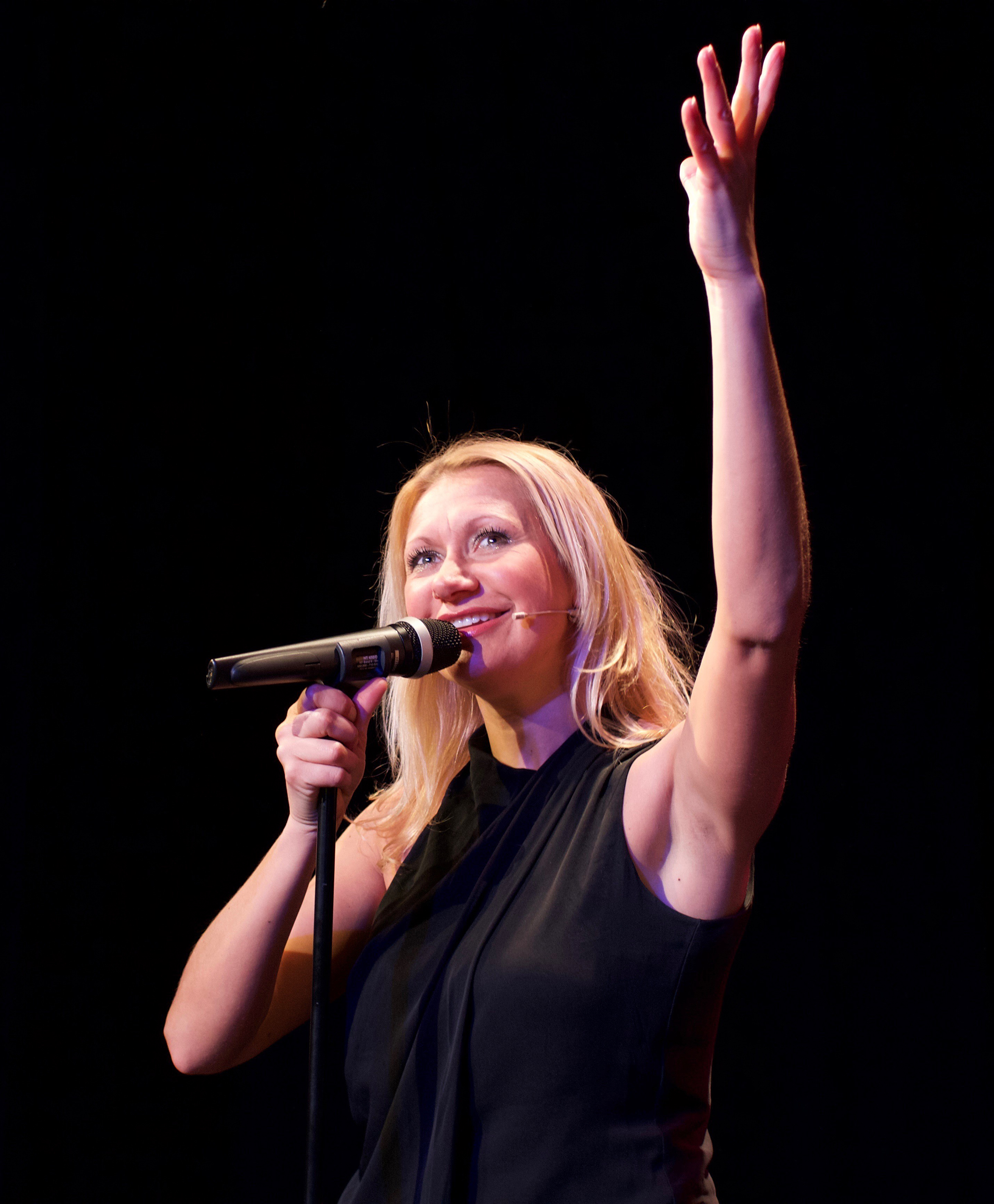
Angelika Niedetzky, Soloprogramm Niedetzkymarsch (2015)

Angelika Niedetzky (* 2. Februar 1979 in Linz) ist eine österreichische Schauspielerin, Kabarettistin und Moderatorin.

## Leben
Angelika Niedetzky besuchte den Kindergarten und die Volksschule in Thessaloniki, wo ihr Vater an der Deutschen Schule unterrichtete. Später übersiedelte die Familie nach Plesching.
Noch während ihrer Ausbildung an der Wiener Schauspielschule Krauss gewann sie 2002 mit der Kabarettgruppe Bakschisch (mit Dominik Kaschke, Stefan Moser und Géza Terner) den Grazer Kleinkunstpanther. Es folgten Auftritte im gesamten deutschsprachigen Raum. Gleichzeitig war Niedetzky Mitglied der Frauenkabarettgruppe Freaky Nylons (mit Valerie Bolzano, Anna Blau und Sonja Muchitsch). Von 2006 bis 2009 war sie fixes Ensemble-Mitglied des Kabaretts Simpl.
Bei einem Auftritt der Gruppe Bakschisch 2004 im Wiener Spektakel wurde sie für die ORF-Produktionen Undercover und Echt fett entdeckt. Ab Jänner 2016 war sie in der ORF-Sketchcomedy Kalahari Gemsen an der Seite von Ramesh Nair zu sehen, mit dem sie auch das Drehbuch zur Sendung schrieb. Der Titel ist ein Anagramm aus den Vornamen der beiden Hauptdarsteller.

## Soloprogramme
- 2012: Marathon, Premiere im Stadtsaal Wien am 20. Februar 2012, Regie: Andy Hallwaxx, aufgezeichnet im Rahmen des ORF-Sommerkabaretts und von Kabarett im Turm.[6]
- 2014: Niedetzky-Marsch, Premiere im Stadtsaal Wien am 25. Februar 2014, Regie: Andy Hallwaxx, aufgezeichnet vom ORF im Rahmen der Hyundai Kabarett-Tage.[7]
- 2016: Gegenschuss, Premiere im Stadtsaal Wien am 22. November 2016, Regie: Andy Hallwaxx[8]
- 2019: Pathos, Premiere im CasaNova Vienna am 13. Februar 2019

## Filmografie (Auswahl)
Fernsehen
- 2002: Alles, Kurzfilm, Regie: Dana Novak
- 2004: Kommissar Rex, Fernsehserie, ORF, Regie: Christian Görlitz
- 2005: Novotny & Maroudi – Zahngötter in Weiß, Comedyserie, ORF, Regie: Leo Bauer
- 2005: Echt fett,  Comedyserie, ORF, Regie: Oliver Baier, Robert Palfrader
- 2005: Die Frischlinge, Improvisationsshow, ORF, Regie: Peter Rabinger
- 2005: Undercover, Comedyserie, ORF, Regie: Rudi Roubinek, Wilfried Reichel
- 2007: Mitten im Achten, Daily Soap, 56 Episoden, ORF
- 2007: Echt fett, Comedyserie, ORF, Regie: Robert Palfrader
- 2009: Paradeisiana, Regie: Hans Hofer
- 2010: Die Mutprobe, ORF/MDR, Regie: Holger Barthel
- 2010: Schnell ermittelt, Fernsehserie, ORF, Fernsehserie, Regie: Michi Riebl
- 2010: Schlawiner, Mischung aus Comedy und Mockumentary, 1. Staffel, ORF, Regie: Paul Harather
- 2010: Vermisst, TV-Zweiteiler, Regie: Andreas Prochaska
- 2010: Die Steintaler, Regie: Rupert Henning, Michi Riebl
- 2012: Schlawiner, Mischung aus Comedy und Mockumentary, 2. Staffel, ORF, Regie: Paul Harather
- 2012: Vatertag, Regie: Michi Riebl[9]
- 2013: SOKO Donau, Fernsehserie, 9. Staffel, ORF
- 2013: Paradies 505. Ein Niederbayernkrimi
- 2015: Bist Du deppert!, Aufdeckungs-Comedyserie, Puls 4[10]
- 2015: Das Dorf des Schweigens, ZDF, Regie: Hans Steinbichler[11]
- 2016: Kalahari Gemsen, Sketch-Comedyserie, 11 Episoden, ORF, Regie: Thomas Mraz
- 2016: Sehr witzig!? Der Witze-Stammtisch, Comedyserie, Staffel 1, Episode 1, Puls4[12]
- 2016: Zum Brüller – Der Komedy Klub, Kabarett-Mockumentary, Staffel 1, Episode 4, ServusTV, Regie: Leo Bauer, Peter Rabinger[13][14]
- 2018: Landkrimi – Grenzland, Regie: Marvin Kren
- 2018: Bier Royal, Regie: Christiane Balthasar
- 2020: Freud, Fernsehserie, Regie: Marvin Kren
- 2020: Letzter Kirtag, Regie: Julian Pölsler
- 2021: Letzter Gipfel, Regie: Julian Pölsler
- 2022: Letzte Bootsfahrt, Regie: Julian Pölsler
- 2022:  Landkrimi – Der Schutzengel (Fernsehreihe)
- 2023: Letzter Saibling, Regie: Julian Pölsler
- 2024: SOKO Linz – MC4C (Fernsehserie)
- 2024: Letzter Jodler, Regie: Julian Pölsler

Film
- 2003: Auf Wolke 7, Regie: Michael Grimm
- 2004: Antares, Regie: Götz Spielmann[15]
- 2006: Fallen, Regie: Barbara Albert
- 2009: Tag und Nacht, Regie: Sabine Derflinger
- 2010: Die unabsichtliche Entführung der Frau Elfriede Ott, Regie: Andreas Prochaska[16][17]
- 2014: Drei Eier im Glas, Regie: Antonin Svoboda[18]
- 2015: Der Blunzenkönig, Regie: Leo Bauer[19][20]
- 2022: Love Machine 2, Regie: Andreas Schmied

## Theater
2001 gab Angelika Niedetzky ihr Theaterdebüt am Wiener Akademietheater. Danach folgten Produktionen an diversen Wiener Kleinbühnen.
- 2001: Roberto Zucco, von Bernard-Marie Koltès, Akademietheater Wien, Rolle: Hure, Regie: Klaus-Michael Grüber.
- 2001: Ein Augenblick vor dem Sterben, von Sergi Belbel, Sargfabrik (Wien), Rollen: Die Mutter, die Krankenschwester, Regie: Michael Operschall.
- 2003: Drei Mal Leben, von Yasmina Réza, Theater Center Forum Wien, Rolle: Inès, Regie: Johannes Seilern.
- 2003: Don Camillo und Peppone, von Gerold Theobaldt, Gloria-Theater (Wien), Rolle: Ariana, Regie: Gerald Pichowetz.
- 2008: Der Geizkrag'n, nach einem Theaterstück von Molière, Wiener Lustspielhaus, Rolle: Elise, Regie: Florentin Groll.
- 2010: Offene Zweierbeziehung von Dario Fo, gemeinsam mit Christoph Fälbl, Kultursommer in Wolkersdorf, Regie: Thomas Smolej
- 2012: Non(n)sens, von Dan Goggin, Kammerspiele Wien, Rolle: Schwester Maria Hubert
- 2013: Xanadu, Rolle: Kalliope, Regie: Werner Sobotka.
- 2014: Villacher Vierlacher, Kulturhofsommer Villach
- 2016: Braunschlag in der Rolle der Frau Elfi Pfeisinger im Filmhof Wein4tel, Asparn an der Zaya

## Privates
Niedetzky engagiert sich für die Borneo Orangutan Survival Foundation und die Masarang Foundation von Willie Smits, deren Ziel es ist, so viel an wertvoller Natur wie irgendmöglich für zukünftige Generationen zu erhalten.